# Deutscher Radfahrer-Verband

Pendón de la DRV.

La Asociación Alemana de Ciclismo (en alemán: Deutscher Radfahrer-Verband, DRV) fue la unidad de ciclismo de la Oficina de Deportes Nazi.

## Historia
Las asociaciones de ciclistas existían en Alemania desde 1884. Ese año, la Bund Deutscher Radfahrer (BDR), "Federación Alemana de Ciclismo", se estableció en la ciudad de Leipzig. Posteriormente se fundaron otras asociaciones o clubes de ciclismo, muchos de los cuales fueron activos y exitosos.
Después de la Ley habilitante de 1933, que legalmente le dio a Hitler el control dictatorial de Alemania, todas las asociaciones de ciclistas existentes fueron convocadas a separarse por sí mismas (Selbstauflösung) antes de que terminara el primer semestre de 1933. Luego se les invitó a unirse a la Deutscher Radfahrer-Verband, que era la sucursal o unidad correspondiente (Fachamt) creada por la Oficina de Deportes Nazi.
El 31 de mayo de 1945, después de la derrota de la Alemania nazi en la Segunda Guerra Mundial, el gobierno militar estadounidense emitió una ley especial que prohibía al partido nazi y a todas sus ramas. Conocida como "Ley número cinco", este decreto de desnazificación disolvió la Nationalsozialistischer Reichsbund für Leibesübungen junto con todas sus instalaciones y departamentos, que incluían la Deutscher Radfahrer-Verband.
La Federación Alemana de Ciclismo fue restablecida el 21 de noviembre de 1948 en Alemania Occidental.
En Alemania del Este, la sección de ciclismo de la Deutscher Sportausschuss, el cuerpo deportivo de la RDA, se estableció en 1946.